# Viandar de la Vera (kommunhuvudort)
Viandar de la Vera är en kommunhuvudort i Spanien.   Den ligger i provinsen Provincia de Cáceres och regionen Extremadura, i den centrala delen av landet, 160 km väster om huvudstaden Madrid. Viandar de la Vera ligger 550 meter över havet och antalet invånare är 306.
Terrängen runt Viandar de la Vera är varierad, och sluttar söderut.Runt Viandar de la Vera är det ganska glesbefolkat, med 30 invånare per kvadratkilometer. Närmaste större samhälle är Talayuela, 16,2 km söder om Viandar de la Vera. Trakten runt Viandar de la Vera består till största delen av jordbruksmark.